# Радіонівський заказник
Радіонівський заказник - лісовий заказник загальнодержавного значення на півдні Запорізької області (1974 р.)
Площа, га 370,00	
Якимівський район с. Радивонівка, правий берег Молочного лиману, Богатирське лісництво, кв. № 76 −108	
Державне підприємство «Мелітопольське лісомисливське господарство»	
Постанова Ради Міністрів України від 28.10.1974 р. № 500, Рішення Запорізької обласної ради від 25.07.1989 № 205 (зміна площі)
Ще в 1974 р. про необхідність охорони приазовських ландшафтів, флори і фауни не забули. Згодом починається відновлення природоохоронних територій.
Радіонівський заказник поєднує в собі фрагменти надзвичайно цінних зональних типчаково-ковилових степів по берегах Молочного лиману, штучні лісові насадження заказнику «Радіонівський», а також специфічну рослинність Азовського узбережжя, зокрема піщаних кіс: Обіточної та Федотової. На приазовських косах у процесі свого формування повставав первинний вал відкладів моря, що поступово відсувався від моря молодшим валом. Внаслідок цього наразі коса складається з низки таких валів, наймолодший з яких, той що наразі контактує з морем. Відклад матеріалу окрім того поступово призводив до закриття протилежної навітряній стороні морського басейну, внаслідок чого тутешня територія відділялася спочатку в озеро-лиман, а потім поступово замулювалася та перетворювалася на зону поширення прибережно-водної та галофільної рослинності.